# 光山 (鹿児島市)
光山（ひかりやま）は、鹿児島県鹿児島市の町丁。郵便番号は891-0151。人口は3,613人、世帯数は1,676世帯（2020年4月1日現在）。光山一丁目及び光山二丁目があり、光山一丁目及び光山二丁目の全域で住居表示を実施している。

## 地理
鹿児島市南部の台地上に所在している。町域の北方から西方にかけては坂之上、南方から東方にかけては下福元町、東方には七ツ島がそれぞれ隣接している。
町域の西端の坂之上との境界上に国道225号が南北に通っている。

### 町名の由来
光山という地名は元々下福元町の集落の名称である。集落の名称の由来は島津貴久が大隅合戦を行っていた頃、東方から光り輝く一塊の溜まりが飛来して来たため下福元村の百姓が探してみると光沢のある鎌が見つかり、百姓が里長通じて官に届けたところ、発見された一帯付近が「光山」と命名された事による。

## 歴史
2008年（平成20年）10月27日に下福元町の一部にあたる光山地区において住居表示が実施されることとなった。これに伴い、下福元町の一部より分割され「光山一丁目」及び「光山二丁目」が設置された。

### 町域の変遷
| 実施後             | 実施年             | 実施前           |
| ------------------ | ------------------ | ---------------- |
| 光山一丁目（新設） | 2008年（平成20年） | 下福元町（一部） |
| 光山二丁目（新設） | 2008年（平成20年） | 下福元町（一部） |

## 人口

### 丁目別
|            | 世帯数 | 人口  |
| ---------- | ------ | ----- |
| 光山一丁目 | 822    | 1,675 |
| 光山二丁目 | 854    | 1,938 |

### 国勢調査
以下の表は国勢調査による小地域集計が開始された1995年以降の人口の推移である。
| 年                 | 人口  |
| ------------------ | ----- |
| 2010年（平成22年） | 3,614 |
| 2015年（平成27年） | 3,554 |

## 施設

### 公共
- 光山公民館
- あけぼの公民館

### 教育
- ひかりやま保育園[13]

## 小・中学校の学区
市立小・中学校に通う場合、学区（校区）は以下の通りとなる。
| 町丁       | 番・番地      | 小学校               | 中学校               |
| ---------- | ------------- | -------------------- | -------------------- |
| 光山一丁目 | 18番12号-46号 | 鹿児島市立和田小学校 | 鹿児島市立和田中学校 |
| 光山一丁目 | その他        | 鹿児島市立福平小学校 | 鹿児島市立福平中学校 |
| 光山二丁目 | 全域          | 鹿児島市立福平小学校 | 鹿児島市立福平中学校 |

## 交通

### 道路
一般国道
- 国道225号